# 선구안
선구안(batting eye, 選球眼)은 야구에서 볼과 스트라이크를 구별하는 능력을 의미한다.

## 상세
만약 선구안이 좋다면 타자가 잘 칠 수 있는 공을 쳐서 안타를 만들 수 있기 때문에 중요한 능력이다. 또한, 볼을 구분해 볼넷을 만들수 있어 투수에게 선구안이 좋은 선수는 매우 까다롭다. 선구안이 좋은 선수들은 기록을 보면 알 수 있는데, 볼넷의 횟수가 삼진의 횟수와 비슷하거나 보다 많으면, 선구안이 뛰어나다고 볼 수 있다.